# Mảng (da liễu học)
Mảng (tiếng Pháp: plaque) là một gồ dạng cao nguyên và chiếm một khoảng da tương đối rộng so với chiều cao của nó. Mảng thường có bờ rõ và thường được tạo thành do nhiều sẩn tập họp lại như trong bệnh vẩy nến hay u sùi dạng nấm (mycosis fungoides). Mảng lichen hoá là mảng rộng, bờ kém rõ ở vùng da trở nên dày và hiện rõ những vết ngang dọc trên da. Quá trình này là kết quả của việc gãi lặp đi lặp lại trên da và thường xuất hiện ở những người có cơ địa dị ứng. Mảng lichen hoá xảy ra điển hình ở viêm da dạng chàm (eczematous dermatitis), nhưng cũng có thể gặp ở bệnh vẩy nến hay u sùi dạng nấm.